# Omar Borrás
Omar Bienvenido Borrás Granda (Montevideo, 15 giugno 1929 – 19 ottobre 2022) è stato un allenatore di calcio uruguaiano.

## Carriera

### Allenatore
Dopo aver seguito svariati corsi accademici riguardanti vari sport, tra cui nuoto, pallavolo e atletica, iniziò la carriera nel calcio in qualità preparatore fisico della Nazionale di Ondino Viera nel 1965. Dopo aver affiancato il CT uruguaiano durante il campionato del mondo 1966 e nell'esperienza statunitense con i New York Skyliners, rimase nell'ambiente sportivo; nel 1982 la Federazione calcistica uruguaiana lo nominò commissario tecnico della selezione nazionale. Durante buona parte del suo periodo sulla panchina dell'Uruguay fu oggetto di critiche da parte della stampa. Ciò nonostante, la Nazionale da lui guidata conquistò la Copa América 1983 — giocatasi senza sede fissa —, arrivando a confrontarsi con il Brasile nella doppia finale. Vittorioso 2-0 a Montevideo, l'Uruguay di Borrás riuscì a pareggiare a Salvador grazie ad Aguilera, e si aggiudicò il titolo dopo 16 anni dall'ultima vittoria in campo continentale. Durante il campionato del mondo 1986, Borrás fu squalificato in seguito a proteste in seguito all'incontro con la Scozia — nel corso del quale l'arbitro francese Joël Quiniou aveva espulso Batista per fallo su Strachan dopo quaranta secondi — e dovette dunque seguire lontano dalla panchina l'incontro decisivo con l'Argentina, e la sua Nazionale perse per 1-0, venendo così eliminata dal torneo. A Mondiale finito, si dimise, dato che aveva già deciso di lasciare l'incarico, a prescindere dall'esito della manifestazione. Nel 1988 ha allenato l'Arabia Saudita.

## Palmarès

### Allenatore

#### Nazionale
- Coppa America: 1

Copa América 1983